# Zalesje-Nowoje
Zalesje-Nowoje (ros. Залесье-Новое) – przystanek kolejowy w miejscowości Zalesje, w rejonie polesskim, w obwodzie królewieckim, w Rosji. Położony jest na linii Królewiec – Sowieck.

## Historia
Dawniej stacja kolejowa. W okresie przynależności tych terenów do Niemiec do 1938 nosiła nazwę Mehlauken, a następnie Liebenfelde.